# 헌덕왕
헌덕왕(憲德王, ? ~ 826년, 재위: 809년 ~ 826년)은 신라의 제41대 왕이다. 성은 김(金)이고, 이름은 언승(彦昇)이며, 원성왕의 장남인 혜충태자의 차남이다. 소성왕의 동생이며 흥덕왕의 형이기도 하다.

## 생애

### 즉위 전
원성왕 6년(790년)에 사자로서 당나라로 갔고, 귀국후에 대아찬이 되었다. 다음 791년 전 시중 제공(悌恭)의 반란 진압에 공적을 세었고, 794년에는 당시 시중 김숭빈(金崇斌)이 물러나고 언승이 시중에 발탁되었다. 795년에는 이찬, 796년에는 병부령을 거치고, 800년에 애장왕이 즉위 하면서 그 섭정이 되었다. 게다가 801년에는 왕의 행차를 총괄하는 책임자가 되어, 그 다음에는 상대등이 되었다. 809년 7월 동생과 함께 애장왕을 죽이고, 스스로 왕위를 이었다.

### 즉위 후
즉위 하면서 즉시 당에 사자를 파견하여 선대의 애장왕의 죽음을 전하고 당 헌종에게 개부의동삼사 검교대위 지절 대도독 계림주제군사 겸지절충영해군사 상주국 신라왕으로 책봉되었다. 왕비에 대한 책명에서는 왕비는 정씨(貞氏)로 되어 있지만 실은 김씨이다. 그후에도 당에 대해서는 810년 10월에 왕자 김헌장(金憲章)을 보내 금은제의 불상 등을 헌상한 것 외, 정기적으로 조공을 행했다. 또한, 819년 7월에는 당의 이사도(李師道)가 반란을 일으키면서 병마를 징병하는 헌종 조칙에 응해 장군 김웅원(金雄元) 등 3만의 군사를 파견하여 당나라를 지원하였다.
812년 9월에는 발해에도 사자를 파견하고 동향을 보고 있었고, 선왕 대인수가 즉위하고 긴장이 되자, 후에 826년 7월 한산주 이북의 주로부터 1만 명을 징병 하여 대동강가에 300리 장성을 쌓고, 발해의 남하를 막는 준비를 하였다.
한편, 김헌창(金憲昌)이 822년 3월에 반란을 일으켜, 웅진(熊津)을 수도로 하고 장안국(長安國)이라고 하였고, 그 지배 영역은 무진주, 청주, 웅천주, 완산주, 사벌주 등 5주 및 국원, 서원, 금관 3소경 등 구 백제의 영역을 중심으로 국토의 대부분이 김헌창을 지지하여, 왕권에 대항하는 자세를 보이게 되었다. 김헌창의 반란은 1개월 정도로 진압되었지만, 난의 진압에 활약한 토벌군은 귀족의 사병과 화랑 집단이며, 율령 체제 아래에서의 병제는 유명 무실화 하고 있는 것이 드러났다. 825년 1월에는 김헌창의 아들 김범문(金梵文)이 고달산(高達山, 지금의 경기도 여주시)을 근거지로 하여 반란을 일으켰지만, 이 반란은 북한산주 도독에 의해서 진압되었다.
826년 7월에 우잠태수 백영(白永)에게 명하여, 패강장성(浿江長城)을 축성케 했다. 826년 10월에 사망하였으며 왕릉은 경상북도 경주시 동천동의 사적 제29호로 비정되고 있다.

## 가계
- 아버지 : 혜충태자 김인겸
- 어머니 : 성목태후
  - 왕후 : 귀승부인 김씨(貴勝夫人 金氏) - 헌덕왕의 숙부인 각간 김예영(金禮英)의 딸이다. 809년 당나라로부터 왕후에 책봉받을 때는 성덕왕 대의 시중이자 경덕왕 대 황룡사종의 시주인 이찬 김효진(金孝眞) 또는 김효정(金孝貞)의 이름을 딴 정씨(貞氏)를 성으로 사용하였다.
    - 장남 : 김헌장
    - 차남 : 김장렴
    - 3남 : 심지왕사心地王師
    - 며느리 : 정교부인 - 김충공의 딸, 삼국유사에서는 왕후로 나옴

## 같이 보기
- 발해
  - 정왕 (809년 ~ 812년)
  - 희왕 (812년 ~ 817년)
  - 간왕 (817년 ~ 818년)
  - 선왕 (818년 ~ 830년)

| 전 대 애장왕 | 제41대 신라 국왕 809년 - 826년 | 후 대 흥덕왕 |